# Kudithinamoggi, Hagaribommanahalli
Kudithinamoggi là một làng thuộc tehsil Hagaribommanahalli, huyện Bellary, bang Karnataka, Ấn Độ.